# Премия Национального совета кинокритиков США за лучший адаптированный сценарий
Премия Национального совета кинокритиков США за лучший адаптированный сценарий — престижная премия некоммерческой старейшей киноорганизации Америки — Национального совета кинокритиков, вручающаяся с 2003 года.

## Победители
† — премия «Оскар» за лучший адаптированный сценарий

‡ — номинация на «Оскар» за лучший адаптированный сценарий

§ — номинация на «Оскар» за лучший оригинальный сценарий

Информация предоставлена официальным сайтом Национального совета кинокритиков США

### 2000-е
| Церемония   | Фото лауреата | Сценарист                       | Фильм                                                             |
| ----------- | ------------- | ------------------------------- | ----------------------------------------------------------------- |
| 75-я (2003) |               | Энтони Мингелла                 | «Холодная гора»                                                   |
| 76-я (2004) |               | Александр Пэйн и Джим Тейлор    | «На обочине» †                                                    |
| 77-я (2005) |               | Стивен Гейган                   | «Сириана» §                                                       |
| 78-я (2006) |               | Рон Нисуонер                    | «Разрисованная вуаль»                                             |
| 79-я (2007) |               | Братья Коэн                     | «Старикам тут не место» †                                         |
| 80-я (2008) |               | Эрик Рот Саймон Бофой           | «Загадочная история Бенджамина Баттона» ‡ «Миллионер из трущоб» † |
| 81-я (2009) |               | Джейсон Райтман и Шелдон Тёрнер | «Мне бы в небо» ‡                                                 |

### 2010-е
| Церемония   | Фото лауреата | Сценарист                            | Фильм                                  |
| ----------- | ------------- | ------------------------------------ | -------------------------------------- |
| 82-я (2010) |               | Аарон Соркин                         | «Социальная сеть» †                    |
| 83-я (2011) |               | Александр Пэйн, Нат Факсон, Джим Раш | «Потомки» †\|                          |
| 84-я (2012) |               | Дэвид О. Расселл                     | «Мой парень — псих» ‡                  |
| 85-я (2013) |               | Теренс Уинтер                        | «Волк с Уолл-стрит» ‡                  |
| 86-я (2014) |               | Пол Томас Андерсон                   | «Врождённый порок» ‡                   |
| 87-я (2015) |               | Дрю Годдард                          | «Марсианин» ‡                          |
| 88-я (2016) |               | Джей Кокс и Мартин Скорсезе          | «Молчание»                             |
| 89-я (2017) |               | Скотт Нейстадтер и Майкл Х. Уэбер    | «Горе-творец» ‡                        |
| 90-я (2018) |               | Барри Дженкинс                       | «Если Бил-стрит могла бы заговорить» ‡ |
| 91-я (2019) |               | Стивен Заиллян                       | «Ирландец» ‡                           |

### 2020-е
| Церемония   | Фото лауреата | Сценарист                                   | Фильм                            |
| ----------- | ------------- | ------------------------------------------- | -------------------------------- |
| 92-я (2020) |               | Пол Гринграсс и Люк Дэвис                   | «Новости со всего света»         |
| 93-я (2021) |               | Джоэл Коэн                                  | «Трагедия Макбета»               |
| 94-я (2022) |               | Иен Стокелл, Лесли Патерсон и Эдвард Бергер | «На Западном фронте без перемен» |